# Carex phaeocephala
Carex phaeocephala är en halvgräsart som beskrevs av Charles Vancouver Piper. Carex phaeocephala ingår i släktet starrar, och familjen halvgräs. Inga underarter finns listade i Catalogue of Life.